# Flinsdorf
Flinsdorf ist eine Ortschaft und eine Katastralgemeinde der Marktgemeinde Obritzberg-Rust im Bezirk St. Pölten-Land in Niederösterreich. Die Ortschaft hat 63 Einwohner (Stand 1. Jänner 2024).

## Geografie
Das Dorf befindet sich nördlich der Fladnitz an der Landesstraße L5121 bei der Kreuzung mit der L5055. Im Süden liegt der Ortsteil Neu-Flinsdorf.

## Geschichte
Laut Adressbuch von Österreich waren im Jahr 1938 in Flinsdorf mehrere Landwirte mit Ab-Hof-Verkauf ansässig. Bis zur Konstituierung der Gemeinde Obritzberg-Rust war der Ort ein Teil der damaligen Gemeinde Hain.